# Wümme
Wümme er en flod der løber i Niedersachsen og Bremen i det nordvestlige  Tyskland. Den er en biflod til Weser og er 118 km lang. Floden fungerer som grænse mellem de to delstater. Wümme starter ved Wulfsberg på Lüneburger Heide. Vest for Rotenburg løber bifloderne Rodau og Wiedau ud i Wümme. Ved Wasserhorst møder den Hamme og danner floden Lesum som kort efter munder ud i Weser.
Byer ved Wümme:
- Lauenbrück
- Scheeßel
- Rotenburg
- Ottersberg
- Lilienthal
- Bremen